# Maria Liktoras

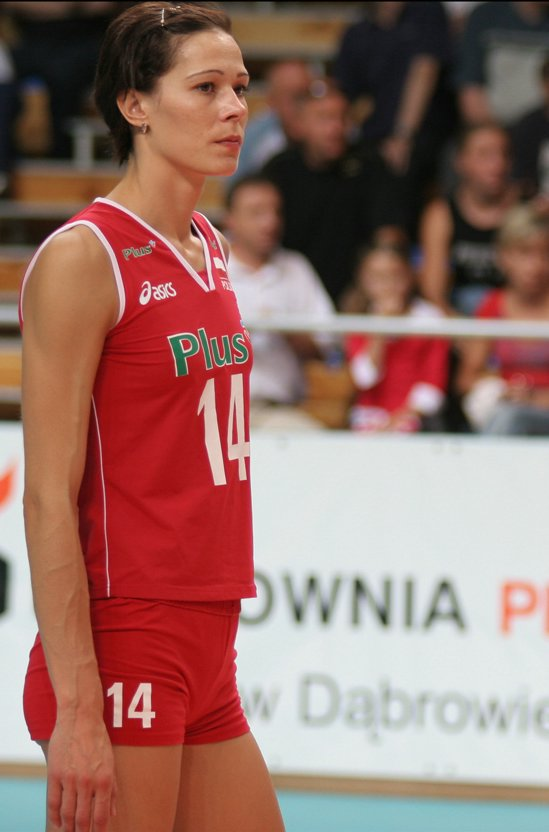
Maria Liktoras

Maria Liktoras (* 20. Februar 1975 in Mineralnyje Wody, Sowjetunion) ist eine polnische Volleyballspielerin. Sie war Mitglied der polnischen Nationalmannschaft, die bei den Europameisterschaften 2003 Gold gewann. Bei den Olympischen Spielen 2008 verpasste sie mit der polnischen Mannschaft den Einzug ins Viertelfinale.